# 政府開発援助
政府開発援助（せいふかいはつえんじょ、英語: Official Development Assistance, ODA）とは、発展途上国の経済発展や福祉の向上のために先進工業国の政府及び政府機関が発展途上国に対して行う援助や出資のことである。

## 政府開発援助（ODA）のはじまり
世界恐慌によって進んだブロック経済による長引く不況や、第二次世界大戦によって混乱した世界経済の安定のため、1944年にブレトン・ウッズ体制（IMF体制）が確立した。そして、1945年12月、戦後の世界の復興と開発のため、国際通貨基金 (IMF) と国際復興開発銀行（IBRD、通称「世界銀行」）が設立される。1947年6月には、欧州復興計画（マーシャル・プラン）の構想が発表される。アメリカの支援によって、ヨーロッパは目覚しい復興を果たす。
オリヴァー・フランクスによって指摘された、先進国と発展途上国の間にある大きな経済格差の問題（南北問題）を発端に、途上国支援のために1960年に国際開発協会（IDA、通称は第二世銀）、1961年に開発援助委員会 (DAC) と立て続けに支援体制が整っていく。1961年、アメリカのケネディ大統領が国連総会演説で、先進国の国民所得の1%の移転と途上国の年率5%の成長を目標とした「開発の10年」を提唱する。

## 世界のODAの概況

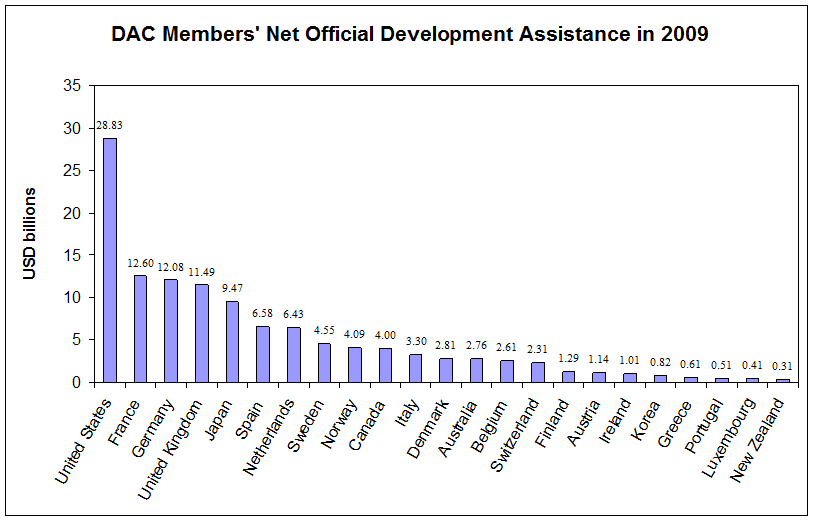
2009年の各国ODA（米ドル換算純額）

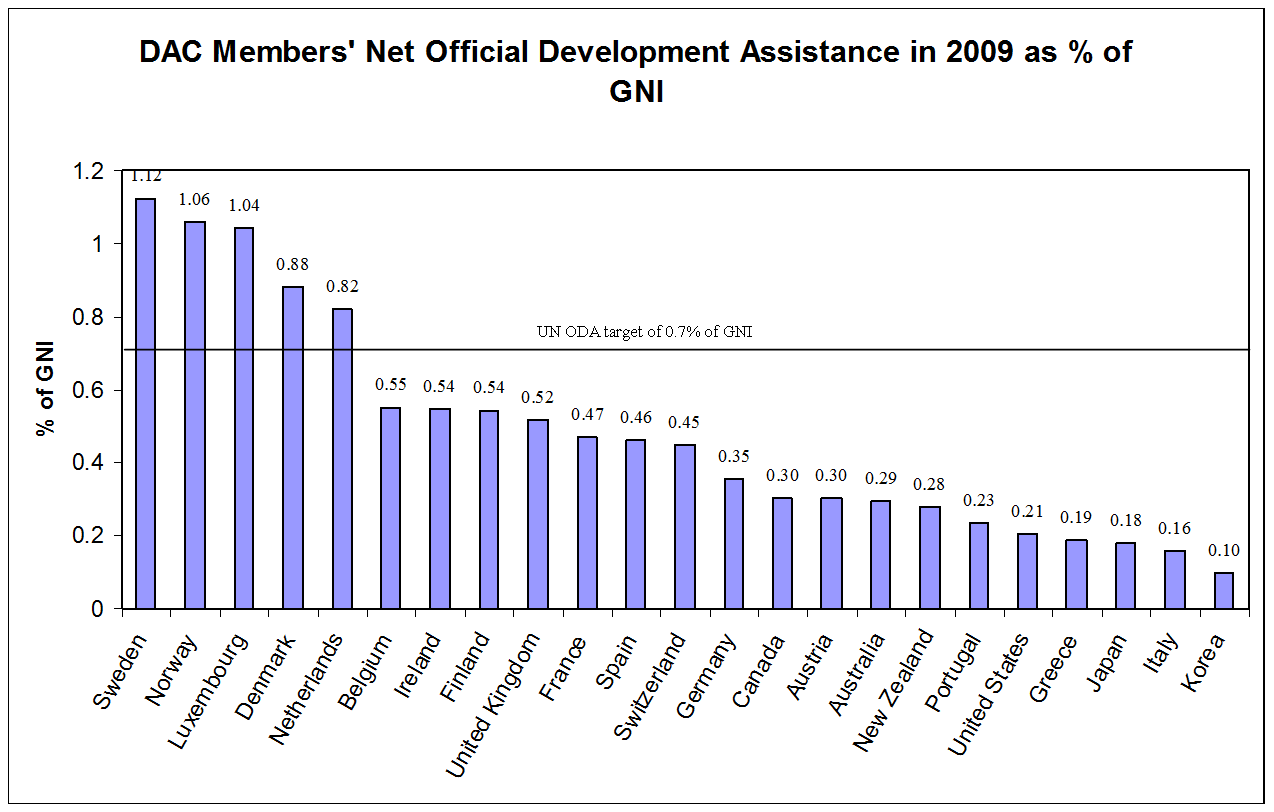
2009年の各国ODA（対GNI比）

DAC（開発援助委員会）諸国によるODAの実施状況を純額ベースでみると、長らくアメリカが世界の1位であったが、冷戦の終結を背景に、1989年に日本がアメリカを追い抜き、その後も1990年を除き、2000年までの10年間、世界最大の援助国となった。しかし、2001年には再びアメリカが首位に立ち、2006年にはイギリスが第2位となり、2007年には、ドイツが第3位、フランスが第4位となり、日本は2009年まで第5位の位置にある。この間、日本はODAの予算を削減し続けたが、欧米諸国は「貧困がテロの温床になっている」との認識に基づき、ODAの予算を増額させてきている。
ただし、単純にODAの純額だけをもって国際社会への貢献が評価されるわけではない。世界開発センター（CGD）のコミットメント指数では、ODAの対GNI比率に力点が置かれている。この対GNI比率でみると、2009年の第1位はスウェーデンで1.12%。日本は0.18%で第21位である。日本は純額ベースで世界第1位であった頃も、対GNI比ではDAC諸国の平均値を下回っていた。OECDによる国際目標では、各国ともGNI比で0.7%の数値が掲げられている。

## 日本のODAの概要
2019年4月10日に、経済協力開発機構(OECD)が、OECD開発援助委員会(DAC)に入っている29カ国の暫定値として公表したところによれば、日本の途上国援助(ODA)の2018年実績は、141億6707万ドル（1兆5646億円）で世界第4位、国民総所得(GNI)に占めるODAの割合は0.28パーセントで29カ国中第16位であった。
2023年4月13日の外務省の発表によれば、2022年の日本の途上国援助（ODA）の実績（暫定値）は174億7533万ドル（対前年比0.9％減）で、減少は円安が進んだため。円ベースでは2兆2968億円（対前年比18.7％増）。国別ではOECD30カ国中、前年と同じく米国、ドイツに次ぐ3位。国民総所得（GNI）に対する割合は、0.39%（対前年比0.05ポイント増）で15位。
日本のジェンダー平等に重点を置いた政府開発援助（ODA）は、2022年に前年比38%増加した。2022年、日本のODAのうち、ジェンダー平等を主要な目的とするプロジェクトに割り当てられた額は1億2,000万米ドルとなった。

### 二国間援助
先進国側が直接、発展途上国に有償、もしくは無償の資金などを援助する。
- 有償資金協力は、二国間援助のうち「政府貸付」の一類型で、グラント・エレメント（贈与要素）が25%以上の貸付と定義付けられている。グラント・エレメントとは、借款条件の緩やかさ、言い換えれば被援助国の負担の低さを示す指数で、金利が低く融資期間が長いほどグラント・エレメントの数値は高くなる。（グラント・エレメントが100%だと「贈与」。） また円で貸し付けられることから、新聞やテレビで円借款と報道されることもあるが、円借款は「その他の有償資金協力（投融資）」と共に有償資金協力を構成する一類型である。
- 無償資金協力は、二国間援助のうち「贈与」の一類型で、援助相手国に返済の義務が無い。
- 技術協力は、二国間援助のうち「贈与」の一類型で、人材育成と技術移転など将来の国の根幹となる労働力作りが目的とされている。研修員受け入れ、専門家派遣、開発調査、最新機材の供与などがされている。研修員の受け入れが最も多い。
- 「円借款等の有償資金協力」「一部の無償資金協力」「技術協力」を担当する機関は、国際協力機構（JICA） である。
- 日本が2国間援助の累積総額で、1番援助している国家は中華人民共和国であり、2007年度末までに、円借款：約3兆3165億円、無償資金協力：約1510億円、技術協力：約1638億円の資金援助を行っており[9]、2007年度までに日本は中国に多国間援助と合わせて約6兆円のODAを行っていることになる。このような日本のODAに対して、中国の要人は感謝の意を表している[10]。
  - 中国の経済急速発展を理由に、対中ODAのうち有償資金協力のうち円借款に限り2008年の北京オリンピックを境として、両国合意の下に打ち切られた。2010年12月18日、政府・与党内にて対中政府開発援助に厳しい声が上がっている中、中華人民共和国特命全権大使の丹羽宇一郎は、中国への政府開発援助を増額するよう外務省本省に意見具申していたことが判明した。その理由の1つとして、丹羽は「対中ODAを打ち切ると、中国側の批判を受けることになる」と外務省に「警告」したとされる[11][12]。しかし、2018年10月23日、政府は2018年をもって中国に対するODAを正式に打ち切ると発表した。日本のGDPの倍以上を達成した中国の経済発展が理由だという[13][14]。
  - なお2003年度末における円借款に対する償還額は、元利計で約9401億円[15]。
  - 有償資金協力の償還額が高額となる場合は、日本の通年国別支出純額が暫定的にマイナス表示となる場合もある[16]。2011年度の二国間援助のうち、対中国ODAの実績は、技術協力を主とした無償資金協力としての贈与が計3億ドル、新規の政府貸付等（有償資金協力）が5億6千万ドルとなり、同年の中国への二国間政府開発援助は計8億6千万ドルである。しかし、日本の通年国別支出純額においては、同年の中国に対する二国間援助額の合計8億6千万ドルから、過去の政府貸付の一部である13億4千万ドルの償還額を控除すると支出純額は計－（マイナス）4億8千万ドルとなる[16]。

### 多国間援助
日本は国際連合世界食糧計画 (WFP)、国際連合開発計画 (UNDP)、国際連合児童基金 (UNICEF)、世界銀行 (IBRD)、アジア開発銀行 (ADB) などの国際機関に資金を拠出して、多国間援助を行っている。

## 2015年の政府開発援助大綱（ODA大綱）とOOF（Other Official Flows）
ODA大綱は、政府開発援助（ODA）に関する基本理念や重点事項などに関する政府の指針である。1992年に宮澤喜一内閣が閣議決定し、第1次小泉純一郎内閣が2003年8月に改訂し、さらに第3次安倍内閣が2015年2月に改訂して、現在の大綱となった。
最終版では、ODAとOOF (Other Official Flows、ODA以外の公的資金）との連携に関する事項が追記された。ただし、OOFも公的資金に基づく支援であることには変わりないと見られる。
なお、軍事装備に関する支援は長年に渡ってDAC国によるODA支援の対象外とされており、OECDはODA受取国に対して次のことを伝えている。
こうした規定があるものの、2016年には日本からベニグノ・アキノ3世政権下のフィリピンに対し自衛隊機が有償で貸与された。

### 援助実施の原則
ODAが貧困な発展途上国であれば、どの国にでも援助できるかといえばそうではない。

援助の選定となる基準と呼ぶべき4原則がある
国際連合憲章の諸原則（特に、主権、平等及び内政不干渉）及び以下の諸点を踏まえ、開発途上国の援助需要、経済社会状況、2国間関係などを総合的に判断の上、ODAを実施するものとする。
1. 環境と開発を両立させる。
2. 軍事的用途及び国際紛争助長への使用を回避する。
3. テロや大量破壊兵器の拡散を防止するなど国際平和と安定を維持・強化するとともに、開発途上国はその国内資源を自国の経済社会開発のために適正かつ優先的に配分すべきであるとの観点から、開発途上国の軍事支出、大量破壊兵器・ミサイルの開発・製造、武器の輸出入などの動向に十分注意を払う。
4. 開発途上国における民主化の促進、市場経済導入の努力並びに基本的人権及び自由の保障状況に十分注意を払う。

（以上、外務省のサイト『政府開発援助大綱』 から）

## 日本のODAの変遷

### 戦後復興時代
日本は敗戦後の1946年から1951年の間に、アメリカの「占領地域救済政府資金」 (GARIOA) と「占領地域経済復興資金」 (EROA) から約18億6000万ドルのODAを受けた(1973年完済）。カナダ、メキシコ、チリ、ブラジル、アルゼンチン、ペルーなどからも生活物資や食料などが援助された。1953年には、世界銀行から多国間援助である有償資金を使用し、東海道新幹線、東名高速道路、黒部川第四発電所などを建設（1990年に完済）。こういった経験から現在の日本の政策が、ダム建設などのインフラ整備に重点を置いているとも言われる。

### ODA拠出側へ
- 日本からODAを拠出したのは、1954年にビルマと結んだ「日本・ビルマ平和条約及び賠償・経済協力協定」での賠償供与が初めてである。その後、フィリピン、インドネシアと経済協力は続いていく。
- 1960年代の高度経済成長期に入ってから、徐々に現在のODAの体系に近づき、拠出額も増大していく。
- 1961年アメリカ合衆国によって主導的に設立された開発援助委員会 (DAC) に、1963年参加する。
- 1964年には経済協力開発機構 (OECD) に加盟。
- 1966年にはアジア開発銀行を発足。
- 1974年には国際協力事業団 (JICA) が設立される。
- 1992年、ODA大綱が閣議決定される。
- 2000年の国連ミレニアム・サミットが、極度の貧困・飢餓の撲滅を目指し、1日1米ドル未満で暮らす人々の数を2015年までに半減させることを約束した。
- 2000年のODA拠出額は、約135億ドルで日本は世界第1位の拠出額であった。この頃は毎年1兆円あまりを様々な国に供与していた。
- 2007年のODA拠出額は、約77億ドル（約7,800億円）であり、これは金額ベースにおいて、アメリカ、ドイツ、フランス、イギリスに続き、5位である。ただし、日本は国民総所得（GNI）の母体自体が大きいため、ODA拠出額がGNIに占める比率での国別比較では更に低い順位にある。

最近のODA実績の推移に関しては外務省OECD/DACにおけるODA実績を参照。

## 日本のODAの特色と昨今の傾向
日本のODAの特徴としては、以下の点が挙げられる。

### 贈与比率の低さ
日本のODAは、贈与ではなく、被支援国が返済を要する円借款の比率が高い。これは、日本がODAの被支援国から支援国へと移行していくに際し、贈与を行うだけの財源がなかったことに加え、ハードインフラの整備へ向けた低利融資によって日本の輸出市場を拡大していくという政策目的も背景にあったとされる。また有償の円借款協力は「借りたものは必ず返す」という意味で、日本の援助哲学でもある「自助努力」を促すことになり、途上国の自立の精神を涵養するという一面を持っている。欧米の原則無償の援助は、「人道」を前面に出しているものの、往々にして依存心を産んで、自立の精神を阻んでいるとも指摘されている。

### ハード支援比率の高さ
日本のODAは、道路・橋・鉄道・発電所のインフラストラクチャー整備の占める割合が大きい。多くの日本人が『ODA』と聞いて連想するのも、こういった支援形態である。このようなハードインフラ整備を巡っては、多額の受注費を巡って政治家と日系企業が癒着し、仲介業者が不当に多額の報酬を取得しているとの指摘がある。ただ、2000年代以降は、請負企業を日本企業に限定する『タイド（いわゆる紐付き援助）案件』の割合は大幅に低下し、2001年時点で20%を下回っている上、日系企業の受注率も低下している。また、ハードインフラの整備自体は、被援助国の経済発展とそれに伴う貧困削減のために重要とされ、世界銀行や開発援助委員会（DAC:Development Assistance committee）も、こういったハードインフラ整備支援という手法を評価している。
一方、人材育成や法律・制度構築や教育を中心に、ソフト面での支援に力を注いでいく考え方が強まっている。これは、ハードインフラに偏向しているとの批判をかわすという側面もあるものの、日本国政府レベルではなく、各個人レベルに確実に援助を届けようという「人間の安全保障」や、被援助国に民主主義、法の支配、政府の透明性や公務員の汚職を撲滅しなければ、経済成長、貧困削減も十分に達成されないという「良い統治（Good governance）」といった、国際的な援助理念の登場も背景にある。
ソフトインフラ整備支援の代表例としては、経済発展や民主主義の基盤となる基本法や経済法の起草支援、裁判所などで、法令の運用・執行に関する支援を行う法整備支援が挙げられる。近年日本に限らず、世界各国が法整備支援に力を注いでいる。

### アジア中心
日本のODAは、アジアに対するものが大きい。日本に限らず、どの援助国も、歴史的、地理的、経済的な理由で、援助対象国の地域的な偏りが見られ、日本の場合はアジアがそれに該当する。また、日本のODAが、アジアに対する第二次世界大戦の戦後賠償に端を発している、という特殊要因も挙げられる。
昨今のアジアは、世界経済の牽引役と言われるほどに経済発展を遂げつつあるが、その要因としては、アジア各国の勤労意欲、文化などに加え、日本のODAによる経済インフラ整備も挙げられる。また、未だ貧困率の高いアフリカに対し、日本のアジアでの援助経験を活用していこう、という考え方も強まっている。

## 日本のODAの問題点
日本のODAの問題点として、以下の点がしばしば指摘される。

### 援助先の偏り
ODA供与先は、日本との間で、貿易・直接投資(企業の海外進出)の関連が密接な東アジア、東南アジアの諸国に偏っており、貧困削減の目的を掲げながら、LLDC（最貧国）の多いアフリカ諸国に対する援助額が未だ少ない。ただし、日本に限らず、各援助国は、歴史的、地理的、経済的な理由によって援助対象国の地域的偏りが見られるのも事実である。また、ODAによりインフラの整備を行っても、それをメンテナンスしていくための人材や設備が現地になく、やがて使い物にならなくなってしまう例が見られる。

### タイド援助
タイド援助とは、援助国がインフラ整備などの開発プロジェクトなどのODA事業に関して、資材の調達先や服務などの工事事業を日本企業に限定することである。「ひも付き援助」とも言う。1970年代頃、援助される国にはインフラなどが整備されるだけで、援助国（請負企業）の一方的な利益追求によって事業が推進される恐れがあると懸念されていた。こういった批判を受け、1980年代以降、資材の調達先や工事事業の受注先などを特定しないアンタイド援助が増加していった。現在では、90%後半がアンタイド援助である。日本企業の受注率も、1993年には29%と減少を続けている。

### 不正流用問題
ODAの委託費を巡る不正流用問題も発覚している。大阪市立環境科学研究所（大阪市天王寺区）に於いて、ODAによる開発途上国からの技術研修員受け入れ事業を巡り、2000-2003年の間に委託費274万円を不正流用していたことが判明している。また、同研究所が、不正流用に関わった職員に対して、厳重注意処分に留め、流用分の返還請求も行っていないことが、問題を大きくしている（ウィキニュース短信より）。

### 施工中の事故
2007年9月26日、ベトナム南部のビンロン省で、日本の政府開発援助（ODA）約248億円をかけて建設中のカントー橋が崩落し、作業員など少なくとも52人が死亡、100人以上が負傷する事故があった が、日本国内ではほとんど報道されなかった。これに対して木村外務副大臣が現地を視察、被害者に弔意を表すともに遺憾の意を示している。ベトナム事故調査国家委員会は、仮設支柱基礎の不等沈下が事故原因と結論づけ、安全対策改善点等について日本政府主催で重ねて検討した後に工事を再開、2010年4月に完成している。

### 対中ODA

#### 経緯
日本の対中ODAは1979年に開始された 。9月に訪日した谷牧副総理が日本政府に対し、8件のプロジェクト、総額 55.4億ドルの円借款を要請した。日本は中国が78年に改革開放政策に踏み切ったことを踏まえ、79年12月に大平正芳首相が訪中し「より豊かな中国の出現がよりよき世界につながる」と述べ支援を開始した。これが中国に対して西側諸国から初めて供与される援助となった。
1980年代を通じて、複数回にわたる円借款供与が合意され、援助額は大きく増加した 。これは、当時の中国の改革開放政策や国際情勢の背景があった。1990年代前半も大規模な援助は継続されたが 、1989年の天安門事件により一時的な援助停止措置が取られるなど、見直しの動きが出始めた。90年代後半には、中国の経済成長、軍事費の増大、核実験などに対する懸念が日本国内で高まり、ODAの見直しや削減を求める声が強まった 。1992年にはODA大綱が策定され、援助供与の原則（軍事支出動向、民主化等）が定められた 。   
2000年頃から、対中ODA、特に円借款の大幅な削減方針が明確になった 。削減の背景には、中国の著しい経済発展、日本国内における援助継続への疑問、中国の軍拡懸念、瀋陽総領事館事件などの個別事案、世論の変化などがあった 。円借款は段階的に削減され、新規供与は2008年の北京オリンピックをもって終了する方針が示された 。援助の内容も、大規模インフラ開発から、環境問題、人材育成、感染症対策といった分野における技術協力や無償資金協力などに移行した 。
1979年に開始された対中ODAは、2022年3月をもって全ての事業が終了した。新規採択は2018年度で終了しており、それまでに採択された事業も順次終了した。

#### プロジェクト
日本の対中ODAは、中国が戦後賠償を放棄した見返りであったとの見解もある。国際協力機構によると、日本の対中ODAは、「無償資金協力」は約1600億円、「技術支援」は約1900億円、「円借款」は約3兆3千億円、計3兆6千億円余りであった。また、対中ODAとは別に「資源ローン」という名義で、旧大蔵省と輸出入銀行から公的資金3兆数千億円が中国に供された。プロジェクトは多岐にわたり、人材育成、インフラ開発、空港建設、水利事業、環境整備事業、災害対策、港湾施設建設、通信網の整備、公衆衛生など276件であった。
有名な例では、北京首都国際空港の建設、上海浦東空港の建設、北京地下鉄1号線の復興門－西単間の建設事業、大秦線 (大同～秦皇島) の電化工事、五強渓水力発電所建設、衡陽–広州を結ぶ衡広鉄道の大瑶山トンネル建設、済寧–日照を結ぶ兖石鉄道の建設、北京国家情報センターの建設、上海宝山製鉄所の建設、武漢長江二橋の建設、蘇州市水質環境改善、上水道整備（北京、西安、重慶）、白石ダムの建設、重慶モノレール2号線建設事業、大連大窯湾第一期建設事業、四川大地震復旧計画プロジェクト、中日友好病院の建設、ポリオ対策プロジェクト、窒素酸化物の総量規制法の整備などがある。

#### 円借款の返済状況
過去に供与された借款の返済期間は長期（通常30年～40年）にわたるため、現在も中国から日本への返済は継続されている。累計で3兆円を超える円借款が供与されたが、その大部分について、中国は契約に従って元本と利子の返済を続けている。返済状況としては、遅延したり滞ったりしているといったことはなく、契約通りに返済は履行されている。全ての借款の返済が完了するのは2047年と予定されている。

#### 中国の一般市民の認識
中国の一般市民に十分に知られていなく、評価も低いという問題が指摘されている。
例えば、円借款によって建設された北京首都国際空港では、日本からの援助への感謝を示すプレートが、一般の人が立ち寄らないVIPルームへ向かうエスカレーターの頭上に設置されており、多くの国民がその事実を知る機会がない状況である。戦後賠償の代替と捉えた中国政府が「日本の支援は当然」と周知しなかったことが原因とされる。2000年に行われた対中ODAの効果に関する調査では、「直接利用者には認知度が高いが、利用者以外の間での認知度は低い」と評されている。さらに、過去にはODAで建設されたことを示すプレートが意図的に外された事例もあり、中国政府側が援助の事実を「隠している」と見なされても仕方がない対応を取ってきた経緯がある。
また、中国側では、円借款について、利子を付けて返済するため一種のビジネスであるという認識をもっている。中国共産党の機関紙である環境時報では、「ODAは到底友好援助とは言えない。日本が戦争で中国にもたらした巨大な損害と支払うべき巨額の賠償に比べれば、3兆円余りのODA資金は微々たるものであり、ましてやその90%以上が元利返済が必要な借款である。」と評されている。このほか、中国においては、ODAに含まれる無償援助や無償技術援助について、広く知らされていないという問題もある。
『人民日報』の元評論員である馬立誠は、日本の支援が中国国内でほとんど宣伝されてこなかったため、国民の大半が知らないと指摘していおり、円借款が中国の近代化を強力に支援したものであり、日本の謝罪の気持ちと誠意の表れとして相応の評価をすべきであり、歴史的な問題を理由に日本の貢献を意図的に控えたり過小評価したりすべきではないと述べている。シンガポールメディア『ザ・ストレーツ・タイムズ』は、中国政府は日本が為してきたこれまでの対中援助や貢献の事実を中国国民に教育すべきであり、これらによって中国は日本を歴史的に許す挑戦をすべきと報じている。

#### 援助の軍事転用への懸念
平和的活動である対中ODAが、間接的に中国人民解放軍の軍事力強化になったという批判もある。例えば、30億円かけた蘭州からチベットのラサまでの光ファイバー敷設事業は、主な用途が軍事用であったことがわかっている。また、貴州省への電子機器工場への支援は、支援によって製造された電子機器が戦闘機製造に転用されていることがわかっている。中国が急速な経済発展を遂げ、軍事費も多額となり、さらに日本から援助を受けている中国が、他の途上国や北朝鮮に戦略的な支援を行っていることも問題点としてあげられる。

#### ODAの理念に反する行為
北京首都国際空港は長年、中国民用航空総局が直轄管理してきたが、ODAによる大規模改修直後の1999年に、株式会社組織である北京首都空港株式会社（北京首都機場股份有限公司）の管理に移され、2000年に香港証券取引所に上場され民営化された。しかし、このことを日本国政府に事前に通告していなかった上に、「民間企業もしくは民営化を前提としている組織に対してODAは行わない」という日本国政府のODA規定に反しているために問題化した。さらに現在はフランスのパリ空港公団（ADP）が一部株式を保有し、顧問となっている。

#### その他
北京市の日中交流センター施設内で風俗店が営業していたことが発覚している。

## 東日本大震災以後のODAに対する評価
東日本大震災において、日本は先進国のみならず、開発途上国も含めた世界各国から多大な支援を受けた。このことは、これまでの日本のODAの成果として受け止められ、今まで否定的に見られていた日本のODAに対して、肯定的な見直し・評価へとつながり、2011年（平成23年）10月28日に発足した国家戦略会議でも、閣僚及び民間議員の双方からODAの重要性が指摘された。
同会議を踏まえて2011年12月24日に閣議決定された「日本再生の基本戦略」は、当面重点的に取り組む施策として、「ODA の戦略的・効果的な活用」を掲げ、具体的にも「強靭なインフラの整備」「途上国等の経済を支える人材の育成」「基礎教育支援を通じた人材基盤の拡大」「保健・医療・衛生の改善」「我が国の技術をいかした途上国の災害対策支援」「農業・食料分野での支援等」「インクルーシブな成長の基礎となる法制度整備支援の推進」を明示した。
ただ、「日本再生の基本戦略」は、成長著しいアジアの活力取込みという観点から、アジアを中心とした海外展開を想定している が、国家戦略会議の議員でもある緒方貞子JICA理事長は、日本のODAを、アジアからアフリカに転換していく方針を同会議内で説明しており、「日本再生の基本戦略」の方針と一致していない。